# Hell: The Sequel
Hell: The Sequel er debut EP'en af Bad Meets Evil, en amerikansk hiphop duo bestående af Royce da 5'9" og Eminem. Den blev udgivet den 13. juni 2011 i nogle lande af Shady Records og Interscope Records, og den 14. juni 2011 i USA. EP'en fokuserer på hardcore hip hop og midwest hip hop. Sange som "Welcome 2 Hell", "Above the Law" og "Loud Noises" indeholder voldelige tekster, mens de prøver at fastholde en humoristiske tone. "Fast Lane" "A Kiss" og "The Reunion" indeholder seksuelle temaer. "I'm on Everything" er en humorfyldt sang om stoffer, mens "Lighters" og "Take From Me" indeholder et fokus på mere seriøse temaer såsom succes og illegal downloadning af musik på internettet.
EP'ens titel og cover blev offentliggjort i maj. Det indeholder producerne Eminem og Mr. Porter, med produktion fra Bangladesh, Sid Roams, Havoc, DJ Khalil, The Smeezingtons og Supa Dubs blandt andre. Efter gendannelsen af duoen, begyndte indspilningen i slutningen af 2010, da to sange, "Living Proof" og "Echo" blev lækket på internettet. Den første single, "Fast Lane", der blev udgivet den 3. maj 2011, blev anset som et højdepunkt på EP'en, mens den anden single, "Lighters", blev mødt med blandede anmeldelser.
Hell: The Sequel blev mødt med positive anmeldelser. Kritikerne var glad for kemien mellem de to rappere og også for deres rapevner. EP'en debuterede som nummer et på den amerikanske Billboard 200-hitliste, med et salg på 171.000. Dette gjorde den til den blot tredje EP til at toppen listen, efter Alice in Chains' Jar of Flies  1994 og Jay-Z og Linkin Parks Collision Course i 2004.

## Spor
| Hell: The Sequel | Hell: The Sequel                          | Hell: The Sequel                     | Hell: The Sequel | Hell: The Sequel | Hell: The Sequel | Hell: The Sequel | Hell: The Sequel | Hell: The Sequel | Hell: The Sequel |
| #                | Titel                                     | Producer                             | Længde           |                  |                  |                  |                  |                  |                  |
| ---------------- | ----------------------------------------- | ------------------------------------ | ---------------- | ---------------- | ---------------- | ---------------- | ---------------- | ---------------- | ---------------- |
| 1.               | "Welcome 2 Hell"                          | Havoc; Magnedo7 (co)                 | 2:57             |                  |                  |                  |                  |                  |                  |
| 2.               | "Fast Lane"                               | Supa Dups; Eminem, JG (co)           | 4:09             |                  |                  |                  |                  |                  |                  |
| 3.               | "The Reunion"                             | Sid Roams; Eminem (co)               | 4:50             |                  |                  |                  |                  |                  |                  |
| 4.               | "Above the Law"                           | Mr. Porter                           | 3:29             |                  |                  |                  |                  |                  |                  |
| 5.               | "I'm on Everything" (featuring Mike Epps) | Mr. Porter                           | 4:31             |                  |                  |                  |                  |                  |                  |
| 6.               | "A Kiss"                                  | Bangladesh; branNu (add.)            | 4:34             |                  |                  |                  |                  |                  |                  |
| 7.               | "Lighters" (featuring Bruno Mars)         | Eminem, The Smeezingtons, Battle Roy | 5:03             |                  |                  |                  |                  |                  |                  |
| 8.               | "Take from Me"                            | Mr. Porter; 56 (co)                  | 3:25             |                  |                  |                  |                  |                  |                  |
| 9.               | "Loud Noises" (featuring Slaughterhouse)  | Mr. Porter; Eminem (add.)            | 4:20             |                  |                  |                  |                  |                  |                  |
| 37:18            |                                           |                                      |                  |                  |                  |                  |                  |                  |                  |

| Deluxe udgave | Deluxe udgave  | Deluxe udgave | Deluxe udgave | Deluxe udgave | Deluxe udgave | Deluxe udgave | Deluxe udgave | Deluxe udgave | Deluxe udgave |
| #             | Titel          | Producer      | Længde        |               |               |               |               |               |               |
| ------------- | -------------- | ------------- | ------------- | ------------- | ------------- | ------------- | ------------- | ------------- | ------------- |
| 10.           | "Living Proof" | Mr. Porter    | 3:55          |               |               |               |               |               |               |
| 11.           | "Echo"         | DJ Khalil     | 4:55          |               |               |               |               |               |               |
| 8:50          |                |               |               |               |               |               |               |               |               |